# Hole-Punch Cloud

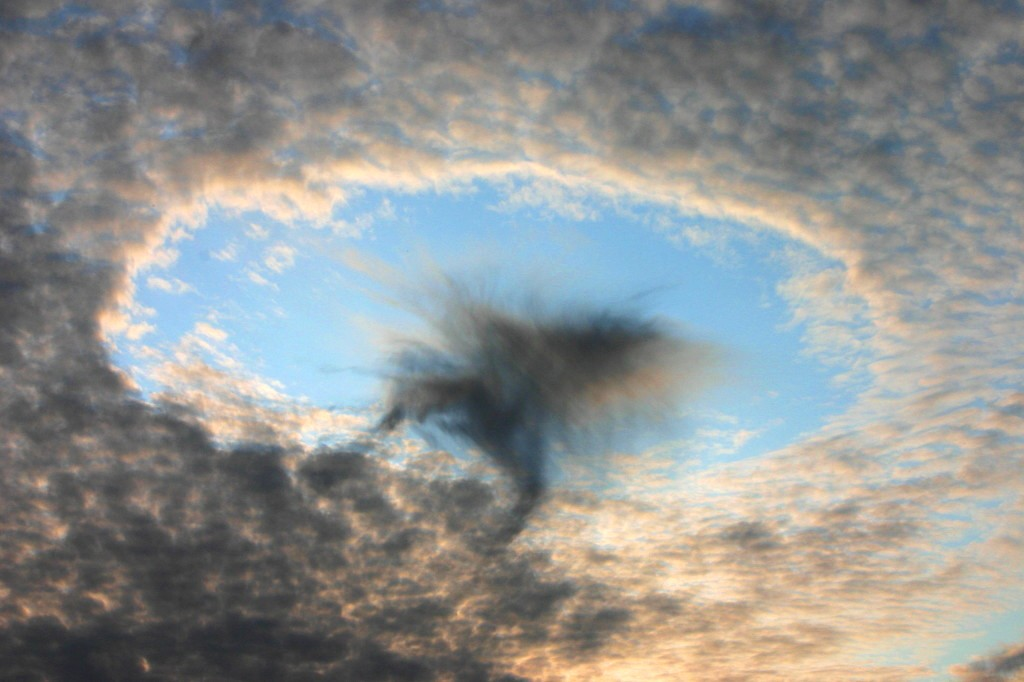
Hole-Punch Cloud in sehr spätem Stadium

Eine Hole-Punch Cloud (von englisch hole punch = Locher, auch Punch-Hole Cloud und Fallstreak Hole) ist ein relativ selten zu beobachtendes Wetterphänomen und bezeichnet eine kompakte Wolke mit bizarren Spitzen, die sich durch einen deutlichen kreisförmigen bis ovalen Freiraum von den sie umgebenden Wolken – zumeist Altocumulus, seltener Cirrocumulus oder Stratocumulus – absetzt. Sie ist mittlerweile als eigene Sonderform im Internationalen Wolkenatlas unter dem Namen „Cavum“ eingetragen.

## Theorien zur Entstehung der Wolkenlöcher
Die genaue Ursache, die zu der Entstehung der Wolke führt, ist noch nicht erforscht. Es wird vermutet, dass sie durch schnell herabfallende Eiskristalle entsteht.
Die fallenden Eiskristalle stammen entweder aus einer höhergelegenen Wolke oder sie wurden von den Triebwerken eines darüberfliegenden Flugzeuges produziert. Das Fallen der Eiskristalle ermöglicht es, Wasser aufzunehmen, weil sich die Luftfeuchtigkeit am Eis bindet. Im Zentrum der Wolke kommt es bei ihrem Entstehen zu Schneefall, die Wolke wächst an und der wolkenfreie Abstand zu den Altwolken wird größer. Die Eiskristalle wachsen bei ihrem Sinken in tiefere Luftschichten an und entziehen dabei der Umgebung Feuchtigkeit. Auf diese Art entsteht dort, wo dieses Phänomen auftritt, eine große Lücke in der Wolkenschicht. Warum die Entstehung lokal begrenzt ist, wurde bislang noch nicht wissenschaftlich erforscht.
Die Eiskristalle werden durch die zusätzliche Wasseraufnahme zunehmend schwerer und fallen schneller in Richtung Erdoberfläche. Dauert der Prozess lang genug, weil entsprechend viele Eiskristalle herabfallen beziehungsweise viel umgebende Luftfeuchtigkeit vorhanden ist, formt sich am unteren Ende der Hole-Punch Cloud aus den Fallstreifen eine trichterförmige Struktur, die man aber nicht mit Tornadowolken verwechseln sollte. Der Schnee erreicht aber nicht die Erde, weil er in tieferen Luftschichten erwärmt wird und schmilzt beziehungsweise direkt sublimiert.

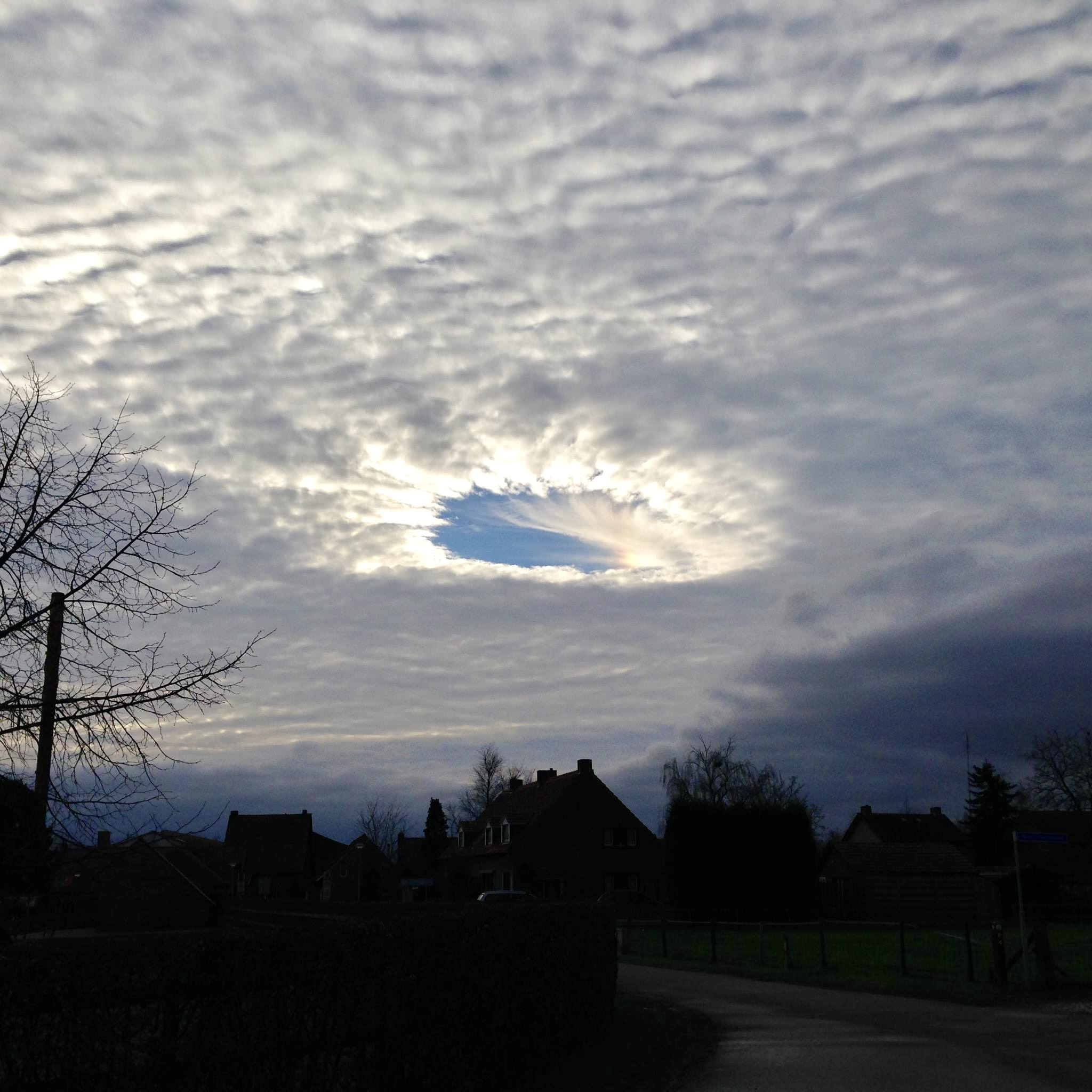

## Galerie

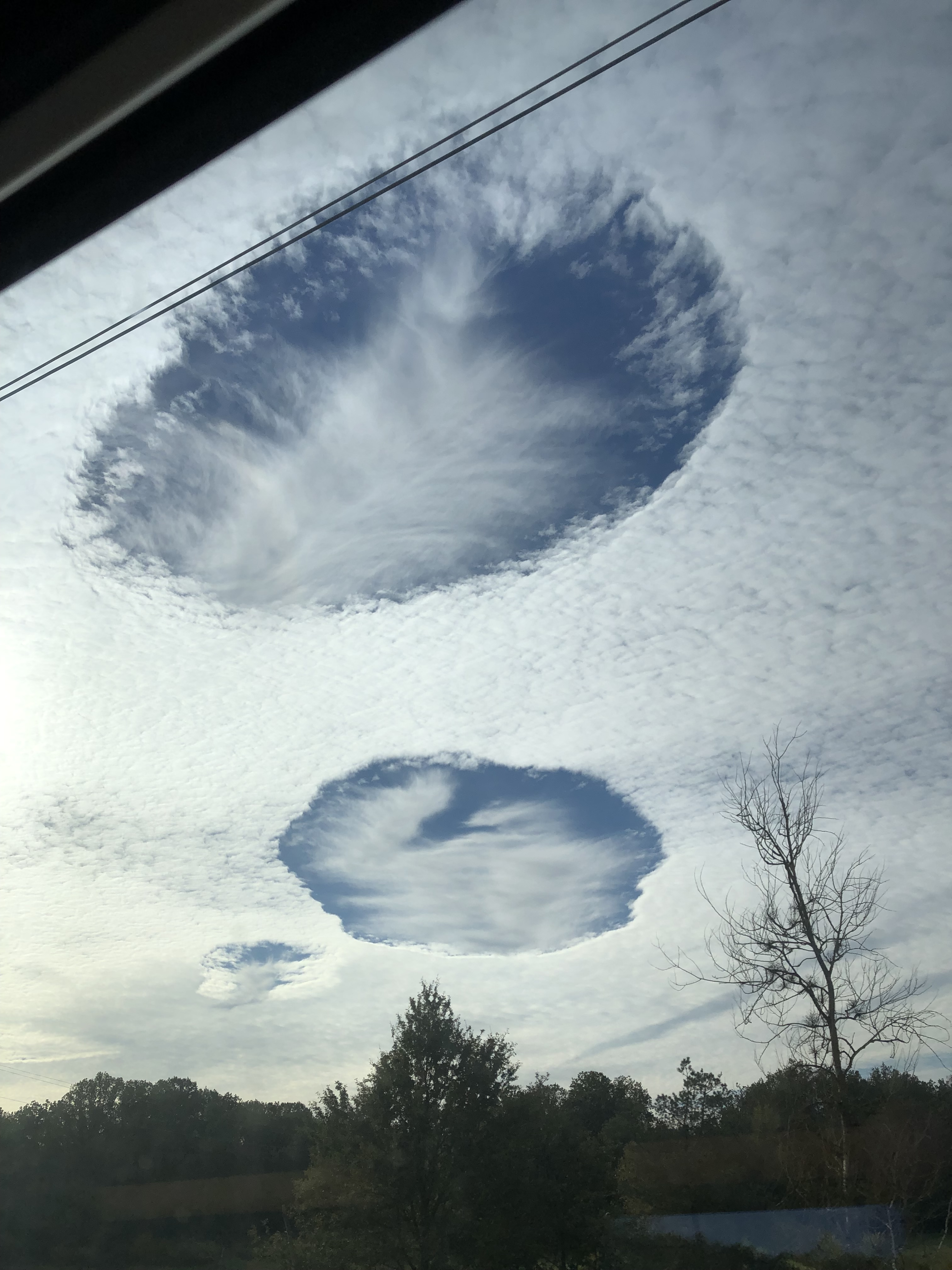
Drei Hole-Punch Clouds fotografiert aus dem TGV Basel-Paris in der Nähe von Saint-Florentin, Frankreich
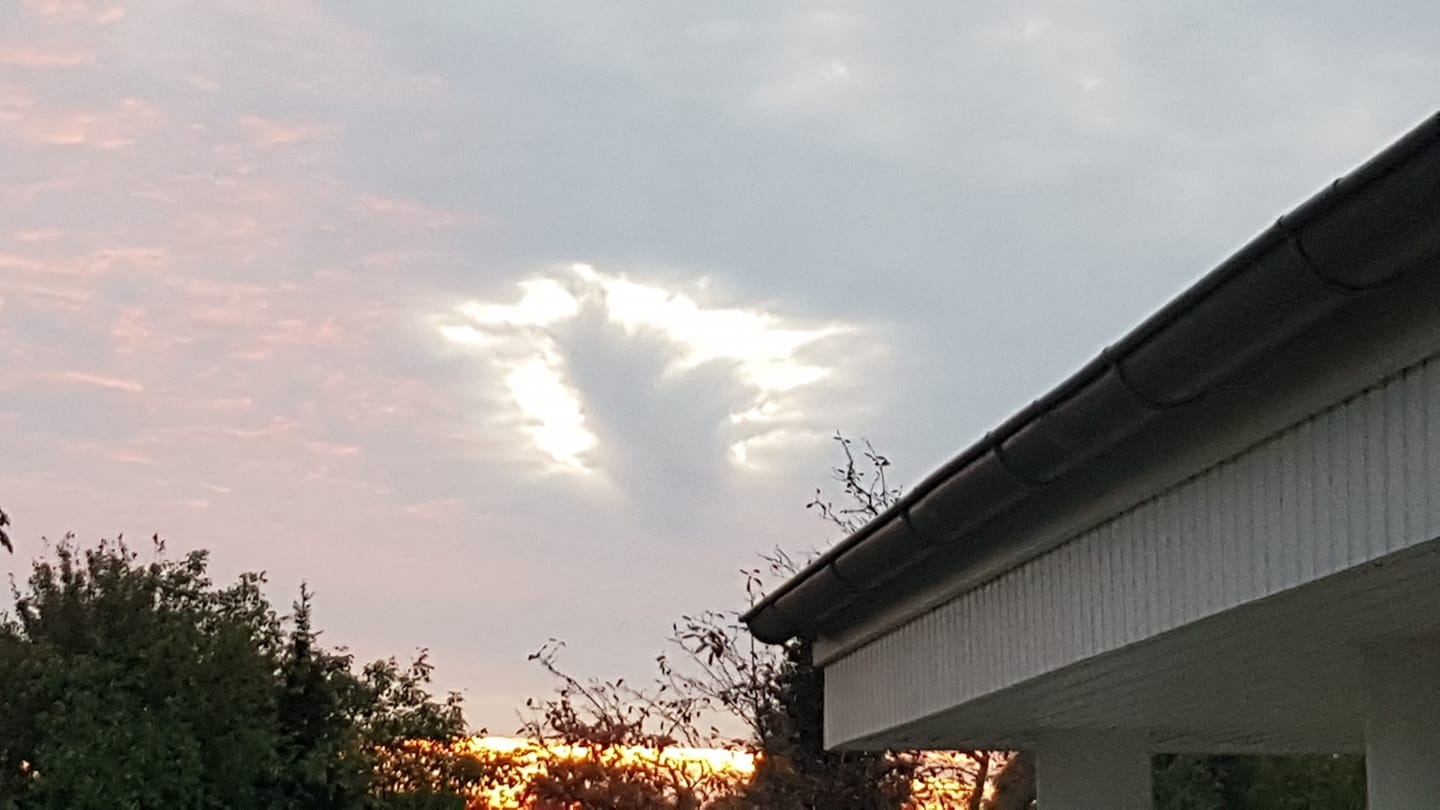
Hole-Punch Wolke über Ostwestfalen
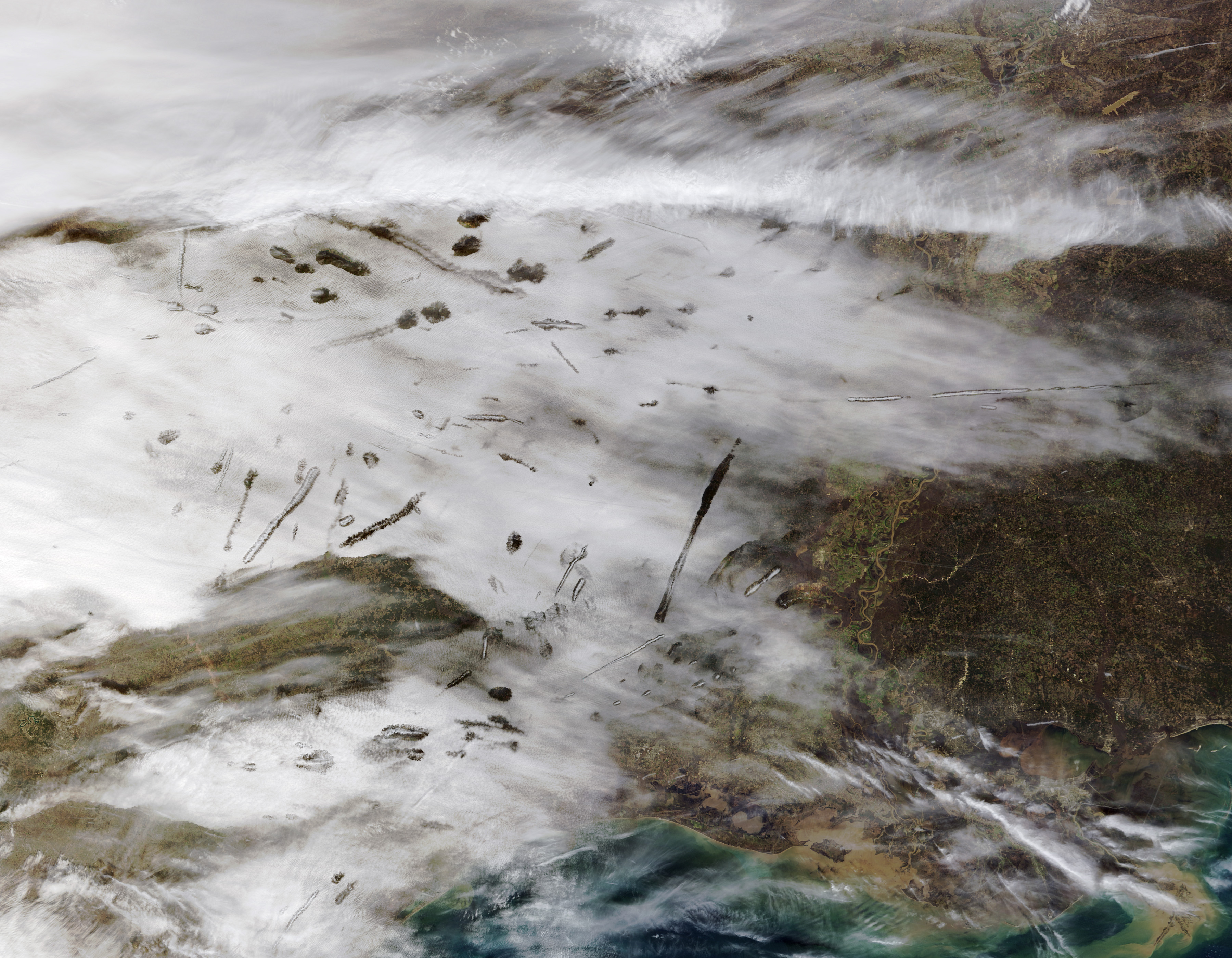
Hole-Punch Clouds über Texas (siehe auch Bildbeschreibungsseite auf Englisch)
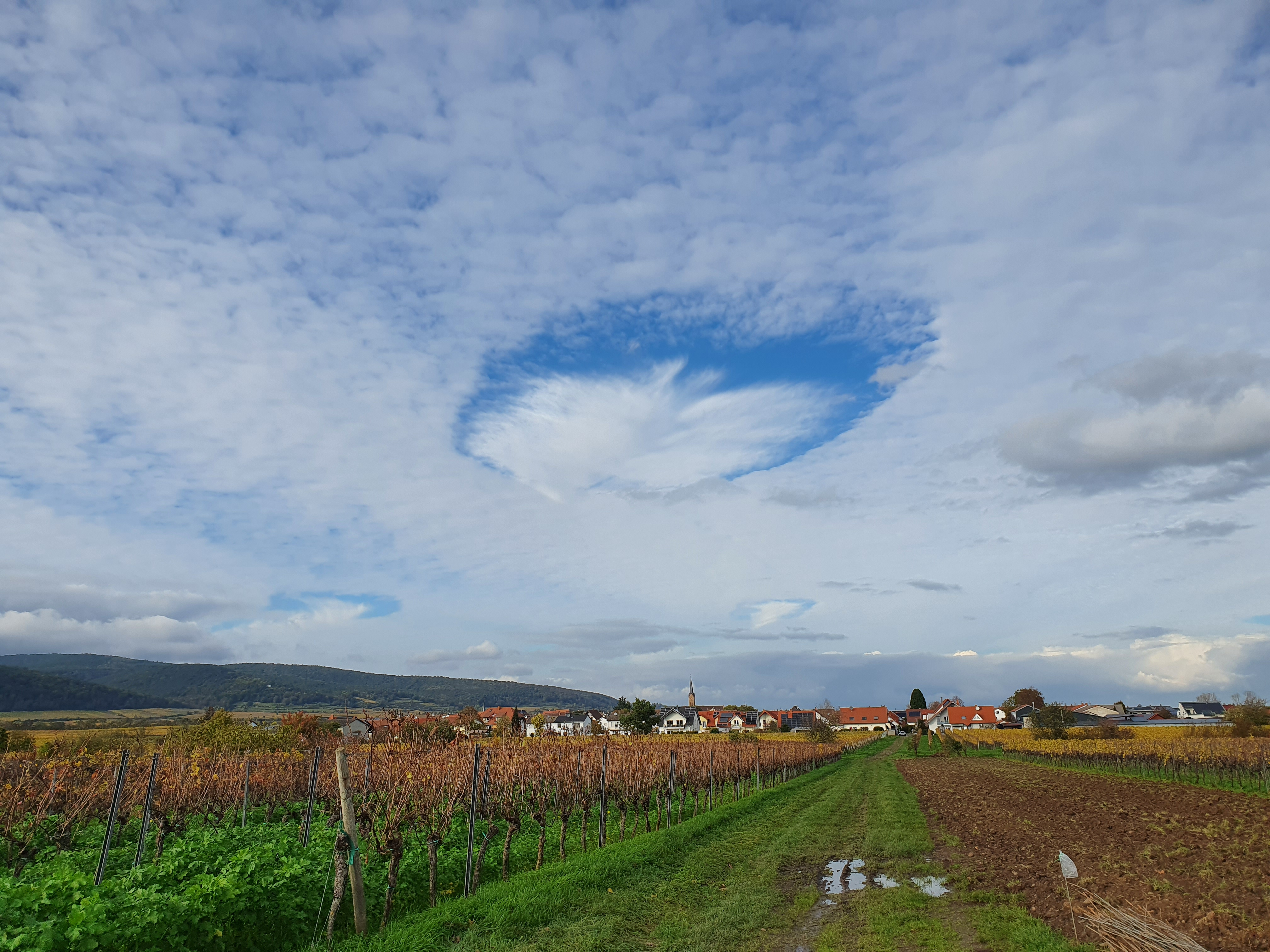
Drei Fallstreak Clouds in der Pfalz über Ruppertsberg